# Room2012
Room2012 (dt.: Zimmer2012) war eine vierköpfige deutsche Popband. Sie wurde Ende 2007 im Rahmen der sechsten deutschen Staffel der Castingshow Popstars zusammengestellt. Das Logo der Band stellt einen Schlüssel dar.

## Bandgeschichte
Unter dem Motto Wir suchen den heißesten Live-Act Deutschlands ging die Castingshow Popstars im Sommer 2007 in die sechste Runde. Sänger und Tänzer bewarben sich bei einem offenen Casting in verschiedenen Städten und stellten sich dem Urteil der Jury. Diese bestand aus dem Choreographen und Tänzer Detlef „D!“ Soost, dem Musikproduzenten Dieter Falk, der DJ Marusha, Sängerin Nina Hagen und der Gesangslehrerin Jane Comerford. Bei verschiedenen Vorrunden reduzierte die Jury die Kandidaten auf eine kleinere Gruppe, die nach Füssen reiste, um dort in Singen, Tanzen und Fitness trainiert zu werden. Während die Sänger weiterhin im Wettbewerb blieben, wurden die Tänzer von den Sängern getrennt. Die Finalsendung zur Auswahl der Tänzer fand am 8. November 2007 statt. Aziz Kruezi, Armin „Shorty“ Nezirevic, Darren Drake Baldric, Raik Preetz und Vika Ljascenko bildeten die Formation Popstars Dance Company, die die Popstars-Band bei einigen Live-Auftritten unterstützte.
Im Staffelfinale am 6. Dezember 2007 schafften vier der sechs verbliebenen Kandidaten den Sprung in die Band Room2012: Cristóbal Gálvez Moreno, Sascha Salvati, Julian Kasprzik und Tialda van Slogteren setzten sich gegen Norman Ramazan und Marcella McCrae durch. Am 14. Dezember 2007 wurde die Single Haunted und das Album Elevator veröffentlicht, die sich in den Top 10 der deutschen Charts platzierten. Room2012 war die erste aus der deutschen Ausgabe von Popstars hervorgegangene Formation, die mit ihrer ersten Single sowie ihrem Debütalbum nicht Platz eins der Hitparaden erreichen konnte. Am 7. März 2008 erschien mit Naughty but Nice die zweite und letzte Single. Sie stieg in der deutschen Hitparade auf Platz 52 ein. Room2012 traten als Vorband von DJ Bobos Vampires-Alive-Tour in Oberhausen auf und begleiten den Künstler bei seiner Tour durch Deutschland, Schweiz und Österreich. Im August 2008 wurde bekannt, dass der Plattenvertrag der vier im Oktober 2008 ausläuft. Die Band kündigte an, sich auf die Suche nach einem neuen Plattenlabel zu machen, wo sie, eventuell unter neuem Namen, weitermachen könnten.
Im Dezember 2008 beteiligten sich Room2012 neben verschiedenen anderen Castingteilnehmern aus Popstars, Deutschland sucht den Superstar, Star Search und Stefan Raabs SSDSDSSWEMUGABRTLAD an dem Projekt RecAllstars. Es wurde die Downloadsingle Christmas Time veröffentlicht, die neben der gemeinsam von allen beteiligten Künstlern gesungenen Version vierzehn weitere Varianten bereithielt, jeweils von einem einzelnen Künstler auf seine eigene Art interpretiert. Für das hierzu veröffentlichte Album Merry Christmas! steuerten Room2012 das Lied Inspiration bei.
Ende März 2009 gab die Band über einen Brief ihrem Fanclub bekannt, dass sich die Mitglieder in näherer Zukunft auf ihre Solokarrieren konzentrieren möchten. Eine Auflösung erfolgte nicht, sondern das Versprechen, „sobald die Zeit reif sei“ als Band zurückzukehren. 2012 nahmen drei der vier Bandmitglieder an der Show The Winner is ... teil. Moreno trat am 27. April 2012 in der Kategorie „Professionals“ gegen das Duo Salvati und van Slogteren an und kam schließlich ins Halbfinale. Salvati und van Slogteren nutzten die Teilnahme an der Sendung, um ihre Beziehung öffentlich zu machen. Sie seien bereits seit dem Ende der Popstars-Staffel ineinander verliebt, mussten ihre Beziehung jedoch geheim halten.

## Bandmitglieder

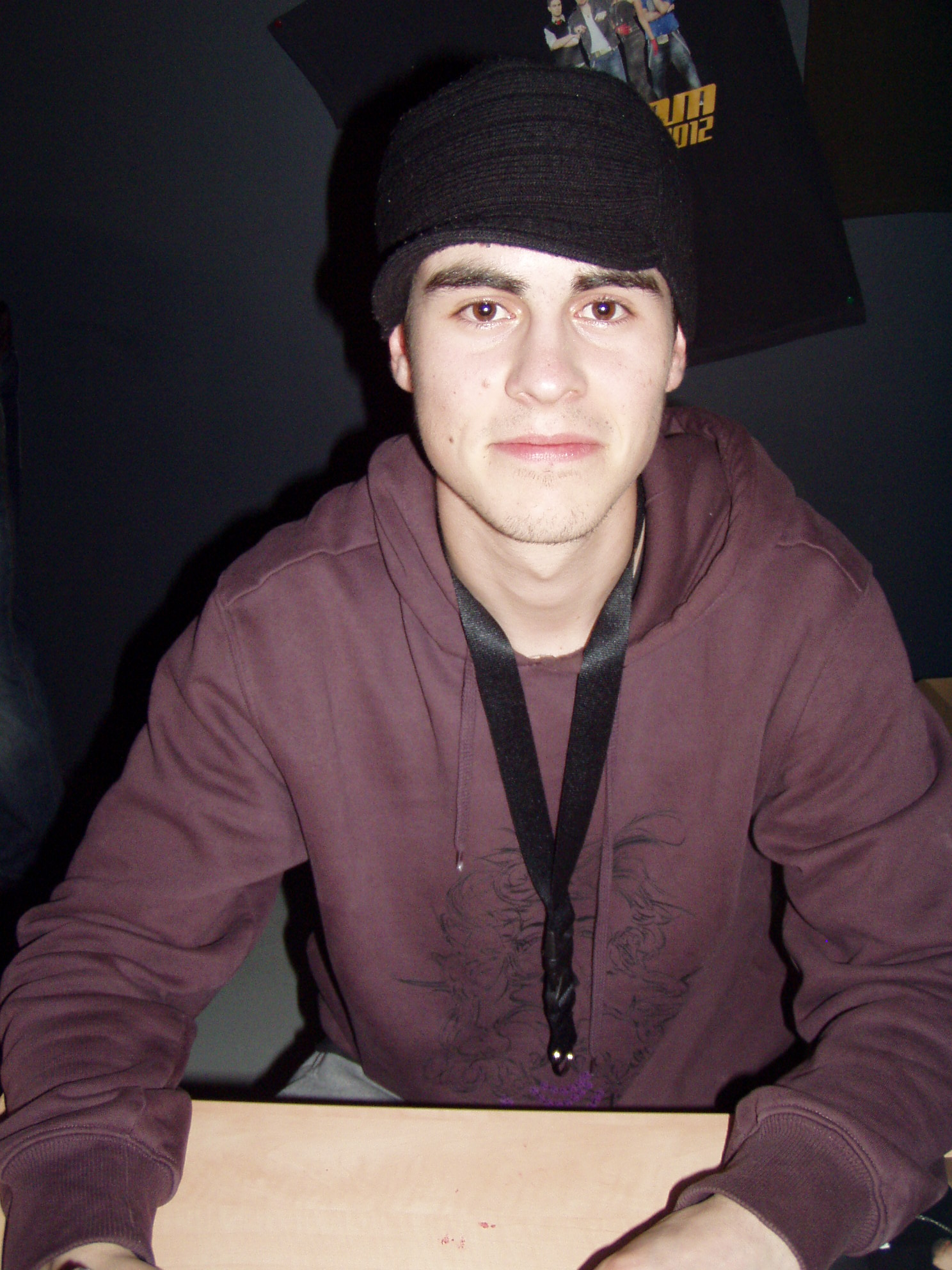
Julian Kasprzik
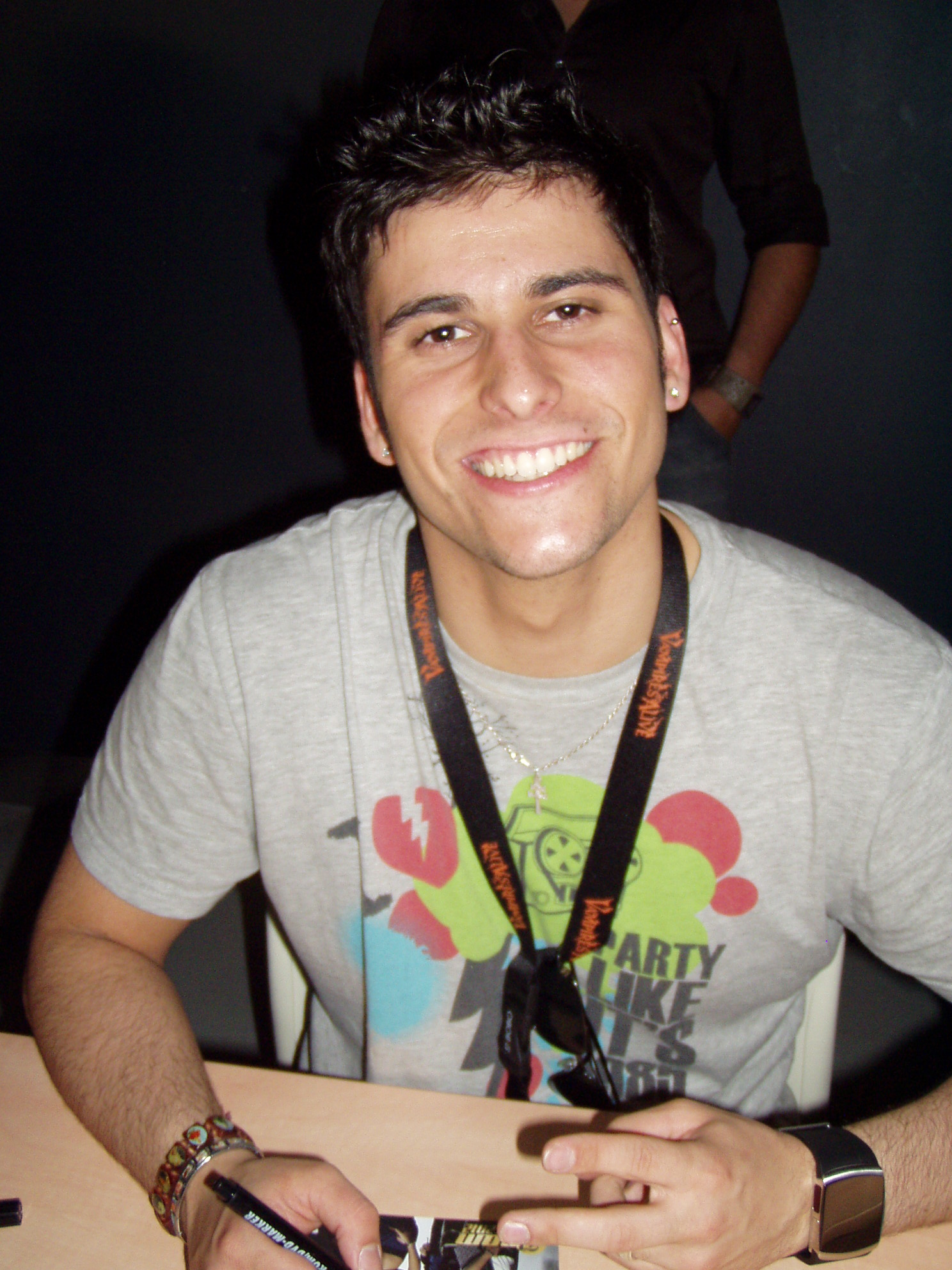
Cristóbal Gálvez Moreno
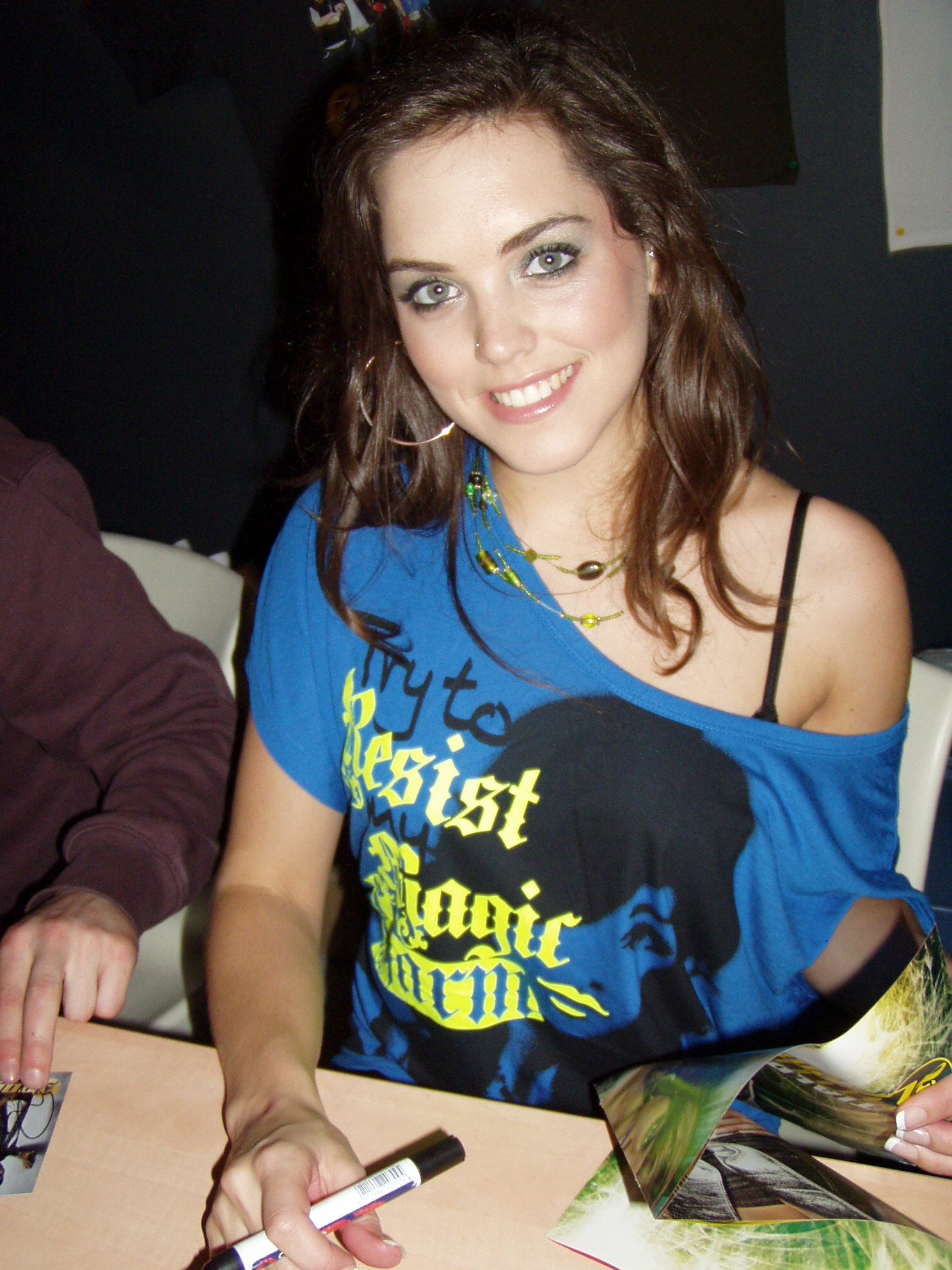
Tialda van Slogteren

Cristóbal Gálvez Moreno (* 19. Mai 1987) stammt aus Obertshausen und sammelte vor Room2012 bereits neun Jahre lang Erfahrung in einem Männerchor sowie zwei Jahre in einer Liveband. Gálvez Moreno spielt Gitarre und Klavier und schrieb zudem Teile des Textes zum Song Never Give Up für das „Popstars Allstars“-Album. Nach Ende der Band nahm er 2008 Memories mit Bahar Kizil auf. 2013 veröffentlichte er mit LayZee von Mr. President die Single Tonight und 2014 erschien Light A Light mit Kim Sanders und Marquardt Petersen.
Julian Kasprzik (* 12. Oktober 1987) kommt aus Dreis-Tiefenbach. 2005 nahm er an der dritten Staffel von Deutschland sucht den Superstar teil und schied in der Runde der letzten 20 aus. Außerdem ist Kasprzik zweimaliger Sieger der Karaoke-Show Shibuya des Senders VIVA. Er tritt gelegentlich als JulZ auf. 2015 nahm er erneut an Deutschland sucht den Superstar teil und schied im ersten Recall aus. 2021 veröffentlichte er als Julian Kaspa seine Single Seit du da bist.
Sascha Salvati (* 17. Juli 1984 als Sascha Schmitz) stammt aus Werl und wohnt in Dortmund. Er spielt Klavier und arbeitete vor Room2012 als Fitnesstrainer. 2003 nahm er an der zweiten Staffel von Deutschland sucht den Superstar teil und erreichte die Runde der letzten 50 Teilnehmer. 2021 nahm Salvati an der elften Staffel von The Voice of Germany teil, wo er es über die Comeback Stage bis ins Halbfinale schaffte, nachdem bei seiner Blind Audition keiner der Coaches für ihn buzzerte.
Tialda van Slogteren (* 22. Mai 1985 in Amsterdam) arbeitete vor ihrer Teilnahme bei Popstars als Model und Schuhverkäuferin in Haarlem und nahm an der niederländischen Version von Deutschland sucht den Superstar (Idols) teil.

## Musik
Der Song Strung Out wurde schon von Ex-Sugababe Mutya Buena interpretiert und erschien auf ihrem Solo-Debütalbum. Naughty but Nice und Head Bash wurden ursprünglich für Amelle Berrabah (seit 2005 bei den Sugababes) geschrieben und auch von dieser veröffentlicht.
Das Stück Haunted ist eine Coverversion des gleichnamigen Titels von Human Nature.

## Diskografie

### Studioalben
| Jahr | Titel    | Höchstplatzierung, Gesamtwochen, AuszeichnungChartplatzierungen (Jahr, Titel, Platzierungen, Wochen, Auszeichnungen, Anmerkungen) | Höchstplatzierung, Gesamtwochen, AuszeichnungChartplatzierungen (Jahr, Titel, Platzierungen, Wochen, Auszeichnungen, Anmerkungen) | Höchstplatzierung, Gesamtwochen, AuszeichnungChartplatzierungen (Jahr, Titel, Platzierungen, Wochen, Auszeichnungen, Anmerkungen) | Anmerkungen                             |
| Jahr | Titel    | DE | AT | CH | Anmerkungen                             |
| ---- | -------- | --- | --- | --- | --------------------------------------- |
| 2007 | Elevator | DE7 (6 Wo.)DE | AT4 Gold · (4 Wo.)AT | CH17 (4 Wo.)CH | Erstveröffentlichung: 14. Dezember 2007 |

### Singles
| Jahr | Titel Album               | Höchstplatzierung, Gesamtwochen, AuszeichnungChartplatzierungen (Jahr, Titel, Album, Platzierungen, Wochen, Auszeichnungen, Anmerkungen) | Höchstplatzierung, Gesamtwochen, AuszeichnungChartplatzierungen (Jahr, Titel, Album, Platzierungen, Wochen, Auszeichnungen, Anmerkungen) | Höchstplatzierung, Gesamtwochen, AuszeichnungChartplatzierungen (Jahr, Titel, Album, Platzierungen, Wochen, Auszeichnungen, Anmerkungen) | Anmerkungen                             |
| Jahr | Titel Album               | DE | AT | CH | Anmerkungen                             |
| ---- | ------------------------- | --- | --- | --- | --------------------------------------- |
| 2007 | Haunted Elevator          | DE10 (9 Wo.)DE | AT21 (5 Wo.)AT | CH23 (6 Wo.)CH | Erstveröffentlichung: 14. Dezember 2007 |
| 2008 | Naughty but Nice Elevator | DE52 (6 Wo.)DE | — | — | Erstveröffentlichung: 7. März 2008      |